# Безенбрун
Безенбрун (њем. Bösenbrunn) општина је у њемачкој савезној држави Саксонија. Једно је од 45 општинских средишта округа Фогтланд. Према процјени из 2010. у општини је живјело 1.319 становника. Посједује регионалну шифру (AGS) 14523060.

## Географски и демографски подаци
Безенбрун се налази у савезној држави Саксонија у округу Фогтланд. Општина се налази на надморској висини од 465 метара. Површина општине износи 34,2 km². У самом мјесту је, према процјени из 2010. године, живјело 1.319 становника. Просјечна густина становништва износи 39 становника/km².